# Henri Gosse de Gorre
Pour les articles homonymes, voir Gorre (homonymie).
 (juin 2025).
Henri Gosse de Gorre est un homme politique français né le 2 novembre 1760 à Arras (Pas-de-Calais) et mort le 26 novembre 1851 à Douai (Nord).

## Biographie
Henri Gosse de Gorre est né dans une famille d'ancienne bourgeoisie originaire d'Artois, issue de Jean Marie Gosse (1735-1793), avocat au Parlement de Paris et au Conseil d'Artois, bourgeois de Saint-Pol-sur-Ternoise, (Pas-de-Calais).

## Carrière
Avocat à Arras en 1789, il devient juge au tribunal de la ville. Emprisonné comme suspect en 1793, il est libéré après le 9 thermidor et devient accusateur public au tribunal de Saint-Omer puis substitut du procureur général à Douai. Il est député du Pas-de-Calais de 1804 à 1808, puis procureur général. Il est premier avocat général à Douai de 1811 à 1816. Il est de nouveau député pendant les Cent-Jours, puis de 1831 à 1834, siégeant dans la majorité conservatrice soutenant la Monarchie de Juillet. Il est président de chambre à la cour d'appel de Douai de 1834 à 1849. Il a aussi été conseiller municipal de Douai de 1814 à 1821 et conseiller général du Pas-de-Calais.

## Sources
- « Henri Gosse de Gorre », dans Adolphe Robert et Gaston Cougny, Dictionnaire des parlementaires français, Edgar Bourloton, 1889-1891 [détail de l’édition]